# I. e. 169
Évszázadok: i. e. 3. század – i. e. 2. század – i. e. 1. század
Évtizedek: i. e. 210-es évek – i. e. 200-as évek – i. e. 190-es évek – i. e. 180-as évek – i. e. 170-es évek – i. e. 160-as évek – i. e. 150-es évek – i. e. 140-es évek – i. e. 130-as évek – i. e. 120-as évek – i. e. 110-es évek
Évek: i. e. 174 – i. e. 173 – i. e. 172 – i. e. 171 –  i. e. 170 – i. e. 169 – i. e. 168 – i. e. 167 – i. e. 166 – i. e. 165 – i. e. 164

## Események

### Róma
- Quintus Marcius Philippust (másodszor) és Cnaeus Servilius Caepiót választják consulnak. Q. Marcius kapja a harmadik makedón háború folytatását.
- Quintus Voconius Saxa néptribunus javaslatára és idősebb Cato támogatásával elfogadják a Lex Voconiát, amely megtiltja, hogy 100 ezer asnál nagyobb értékű birtokot nő örökölhessen.

### Hellenisztikus birodalmak
- Perszeusz makedón király még az év elején, télen elfoglalja az illírektől néhány határvidéki városukat és foglyul ejti bennük a római helyőrséget.
- Q. Marcius consul átkel Görögországba és Thesszáliába vonul. Az Olümposz-hegység meredek gerincein átkelve nagy nehézségek árán lejut a tengerhez, de majdnem csapdába kerül, mert a visszavonulás útjait makedón erődök őrzik. Szerencséjére a Dion városában tartózkodó Perszeusz a rómaiak váratlan érkezésére pánikba esik és elmenekül. A consul ezután ideiglenesen elfoglalja Diont és sikertelenül ostromolja Kasszandereiát.
- Miután IV. Antiokhosz szeleukida király kivonult Egyiptomból, VI. Ptolemaiosz kibékül öccsével, az Alexandriát uraló VIII. Ptolemaiosszal és nővérükkel II. Kleopátrával (VI. Ptolemaiosz feleségével) közösen uralkodnak.
- IV. Antiokhosz bevonul Jeruzsálembe, ahol a korábbi főpap, Iaszón erőszakkal elkergette az általa kinevezett Menelaosz főpapot. A király kifosztja a Templomot, a város sok lakóját megöleti és visszahelyezi Menelaoszt a pozíciójába.

## Halálozások
- Quintus Ennius, római költő

## Fordítás
- Ez a szócikk részben vagy egészben  a(z)   169 BC című angol Wikipédia-szócikk ezen változatának fordításán alapul.  Az eredeti cikk szerkesztőit annak laptörténete sorolja fel. Ez a jelzés csupán a megfogalmazás eredetét és a szerzői jogokat jelzi, nem szolgál a cikkben szereplő információk forrásmegjelöléseként.